# Rudnik (gmina Dobczyce)
Rudnik – wieś w Polsce położona w województwie małopolskim, w powiecie myślenickim, w gminie Dobczyce.
W latach 1975–1998 miejscowość należała administracyjnie do województwa krakowskiego.

## Integralne części wsi
| Identyfikator miejscowości | Nazwa miejscowości | Rodzaj miejscowości |
| -------------------------- | ------------------ | ------------------- |
| 0316950                    | Działy             | część wsi           |
| 0316967                    | Kaszówka           | część wsi           |
| 0316973                    | Węgielnik          | część wsi           |
| 0316980                    | Zalesie            | część wsi           |